# Immigrants (film)
Pour plus de détails, voir Fiche technique et Distribution.
Immigrants est un film d'animation américano-hongrois réalisé par Gábor Csupó et sorti en 2008.

## Fiche technique
- Titre original : Immigrants - Jóska menni Amerika
- Réalisation : Gábor Csupó
- Scénario : Billiam Coronel et Josh Lieb
- Photographie :
- Montage : Mano Csillag et Peter Tomaszewicz
- Musique : Gábor Csupó, Gregory Hinde et Drew Neumann
- Animation : Zhenia Delioussine, Jim Duffy, John Holmquist, Michael Daedalus Kenny et Andrei Svisltoski
- Producteur : Gábor Csupó, Arlene Klasky, Gábor Kálomista et Tamás Rákosi
  - Producteur délégué : Billiam Coronel, Cella Nichols Duffy, György Sánta et Hal Waite
- Sociétés de production : Klasky Csupo, Anivision, Sunwoo Digital International et Grand Allure Entertainment
- Sociétés de distribution : Hungaricom, 20th Century Studios et Warner Bros.
- Pays d'origine :  États-Unis et  Hongrie
- Langue originale : anglais et hongrois
- Format : couleur
- Genre : Animation
- Durée : 78 minutes
- Dates de sortie :
  - États-Unis :
    - 11 janvier 2002 (Sundance)
    - 28 mars 2003 (Cleveland)

## Distribution

### Version originale hongroise
- Ferenc Hujber : Jóska
- Győző Szabó : Vlad
- Szonja Oroszlán : Anya
- Titanilla Bogdányi : Min Chea
- Gábor Reviczky : Splits Jackson
- Imre Józsa : M. Chea
- Zolee Ganxsta : Flaco
- József Kerekes : Nazam Kazmi
- Levente Molnár : Rashid Kazmi
- Judit Hernádi : Greta Knight
- Ferenc Rákóczy : Hentes

### Version anglaise
- Hank Azaria : Jóska et Sylvester
- Eric McCormack : Vlad
- Milana Vayntrub : Anya
- Lauren Tom : Min Chea
- Carl Lumbly : Splits Jackson
- Freddy Rodríguez : Flaco
- Ahmed Ahmed : Nazam Kazmi
- Vik Sahay : Rashid Kazmi
- Patti Deutsch : Greta Knight
- Quinton Flynn : journaliste, l'hermaphrodite, le directeur de Glutco et l'homme d'affaires
- Karen Maruyama : Mme Loo
- Laraine Newman : l'infirmière
- Christina Pickles : Harriet
- Tom Kenny : Craig et Courier
- Dan Castellaneta : le propriétaire du bar
- Ed O'Ross : l’officier Kaufman
- Natalija Nogulich
- Jack Angel : Longshoreman
- Scott Menville : le garçon malade et le garçon qui pète
- Fergie : Christina Aguilera et la femme maigre
- Jeremy Ratchford : le tatoueur
- Mark DeCarlo : le boucher
- Jeff Bennett : l'inspecteur de santé
- Rodney Saulsberry : le pharmacien
- Lauren Tom : une femme
- Jim Ward : le médecin
- Candi Milo : la serveuse
- Gregg Berger : Sam
- Rino Romano : le professeur de yoga
- Kevin Michael Richardson : le portier
- Mikey Kelley : DJ
- Dee Bradley Baker : Steve le cochon
- Tasia Valenza : la caissière du café
- René Auberjonois : l'entraîneur de portier
- Frank Welker : le général indien
- Jesse Corti : Bass